# Tramwaje w Jurmale
Tramwaje w Jurmale – zlikwidowany system komunikacji tramwajowej w Jurmale na Łotwie, działający w latach 1912–1933.

## Historia
Budowę tramwaju rozpoczęto w 1911, a uruchomiono 16 czerwca 1912. Linia tramwajowa miała rozstaw 1000 mm i długość 7,5 km. Od początku linia była zelektryfikowana. W 1915 wstrzymano ruch na linii, a tabor wywieziono do Starej Russy. W latach 1930–1933 ruch był obsługiwany tramwajami z silnikiem spalinowym. W 1933 tramwaj został zlikwidowany i zastąpiony autobusami.

## Tabor
W Jurmale przed 1915 eksploatowano 5 wagonów silnikowych Phoenix i 4 wagony doczepne.